# 久武頼正
久武頼正（ひさたけよりまさ、1971年1月 - ）は、高知県出身の音楽プロデューサー。MITギャザリングに所属するサラリーマン。
1996年、アニメソングをヘヴィメタルの演奏に乗せて歌う｢アニメタル｣をプロデュース。以降『Japanese Heavy Metal Tribute 魂』や『STAND PROUD!』などの企画盤シリーズや、VOLCANO、Galneryus、SPINALCORD、Aldious、地獄カルテットといったヘヴィメタルバンド、CANTAなどのロックバンドのプロデュースを手がける。
テレビ東京ほかで放送された音楽バラエティ番組「ヘビメタさん」では、解説担当としてレギュラー出演。「ヘビメタさん」とほぼ同スタッフによって制作された「ROCK FUJIYAMA」では、「ロックの最新情報を届ける謎の忍者」という設定の「ロック忍者 頼正」として、忍び装束を着て出演していた。
シン・リジィやウィッシュボーン・アッシュなどのツインリードのバンドが好きだという。